# Дзісабуро Одзава
Дзісабуро Одзава (яп. 小沢治三郎; 2 жовтня 1886, префектура Міядзакі, Японська імперія — 9 листопада 1966, Токіо, Японія) — японський військовий діяч і флотоводець, віцеадмірал (15 листопада 1940) Імперського флоту Японії, останній головнокомандувач Об'єднаного флоту, учасник Другої світової війни. Вважався одним із найбільш перспективних морських офіцерів Японії завдяки власним новаторським поглядам у питанні використання авіаносців під час ведення бойових дій.

## Ранні роки та початок кар'єри
Дзісабуро Одзава народився 2 жовтня 1886 року в префектурі Міядзакі, що на острові Косю. Його батьки були селянами і дитинство хлопчик провів у сільській місцевості. Відучившись у початковій і середній школах, він вирішив стати морським офіцером. Задля втілення своєї мрії вступив до Військової академії флоту Японії, яку завершив 1909 року, ставши сорок п'ятим за успішністю з-поміж 179 курсантів. 
Далі Одзава служив у званні мічмана на Сойя, лінкорі Мікаса та крейсері Касуга. Наприкінці 1910 року став молодшим лейтенантом, а за два роки — лейтенантом, отримавши призначення на міноносець Араре. Пізніше проходив службу на крейсерах Хіей і Чітозе, допоки не був підвищений й переведений на лінкор Каваті у 1915 році. 

## Інтербелум
1921 року Одзава завершив навчання у Військово-морському коледжі Японії, отримавши звання капітана ІІІ рангу та ставши командиром есмінця Таке, а пізніше — есмінців Самакадзе та Асакадзе. 1925 року служив старшим торпедним офіцером на лінкорі Конго, а потім увійшов до штабу 1-о флоту. 1 грудня 1926 року став капітаном ІІ рангу.
1927 року Одзава очолив військово-морську базу в місті Йокосука, а надалі обіймав посаду інструктора в торпедній школі та школі для морських артилеристів. 1928 року знову приєднався до команди крейсера Касуга, який було переобладнано в навчальний корабель. 1930 року відвідав США, а 1 грудня цього ж року був підвищений до капітана І рангу. Далі Одзава командував 1-ю, 4-ю та 11-ю групами міноносців. Наприкінці 1934 року він прийняв командування важким крейсером Майя, а за рік — лінкором Харуна.
1 грудня 1936 року отримав звання контрадмірала, того ж року почав викладати у Військово-морському коледжі Японії, паралельно обіймаючи різні штабні посади. 1937 року очолив штаб Об'єднаного флоту, вже наприкінці цього року став командиром 8-о дивізіону крейсерів, а вже наприкінці 1939 року — 1-о авіаносного дивізіону, до складу якого увійшли авіаносці Акаґі та Каґа. Розуміючи потенціал авіаносців і морської авіації, Одзава усіляко підтримував нову військово-морську доктрину, що пропонувалася Ісороку Ямамото. Більше того, пізніше Дзісабуро став одним із її розробників. Крім того, саме він ініціював створення 1-о авіаносного флоту, вважаючи, що всі авіаносці імперії повинні бути об'єднані разом, адже лише так зможуть принести справжню користь. Командиром цього новоутвореного з'єднання Ямамото бачив саме Одзаву, проте Генеральний штаб флоту обрав на цю роль віцеадмірала Наґумо, який не мав достатнього досвіду роботи з морською авіацією, через що дане призначення було сприйняте доволі неоднозначно.

## Війна в Тихому океані

### Початок
1 листопада 1940 року Дзісабуро очолив 3-й дивізіон лінкорів, а вже за два тижні отримав звання віцеадмірала. У червні 1941 року став директором Військово-морського коледжу.

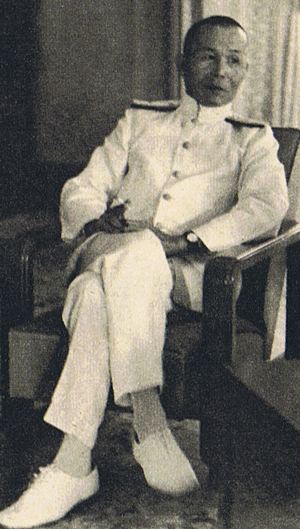
Дзісабуро Одзава під час командування Південним експедиційним флотом, 1941 рік

18 жовтня 1941 року Одзава очолив Південний експедиційний флот, що діяв у Південнокитайському морі. Керуючи цим з'єднанням, брав участь у вторгненні Імперської армії до Малаї та Таїланду. Так саме він спланував і успішно втілив висадку десанту в Кота-Бару і Сонгкхла 8 грудня 1941 року, зумівши обдурити британські сили. Наступного дня відправився на перехоплення З'єднання Z, проте зустрів його лише зранку наступного дня. Не воліючи вступати у битву днем, віцеадмірал вирішив відступити. Британські кораблі спробували наздогнати японців, проте були обстріляні їхньою береговою артилерією, внаслідок чого два лінкори пішли на дно, що значно послабило З'єднання і сприяло успіху Імперської армії в Малаї та Сінгапурі.
З січня до березня 1942 року флот Одзави підтримував вторгнення на Яву та Суматру.
У квітні 1942 року займався боротьбою з британськими торговими судами в Бенгальській затоці. Всього за три дні потопив 23 ворожі транспорти, командуючи групою з чотирьох кораблів. 

### На чолі 3-о флоту

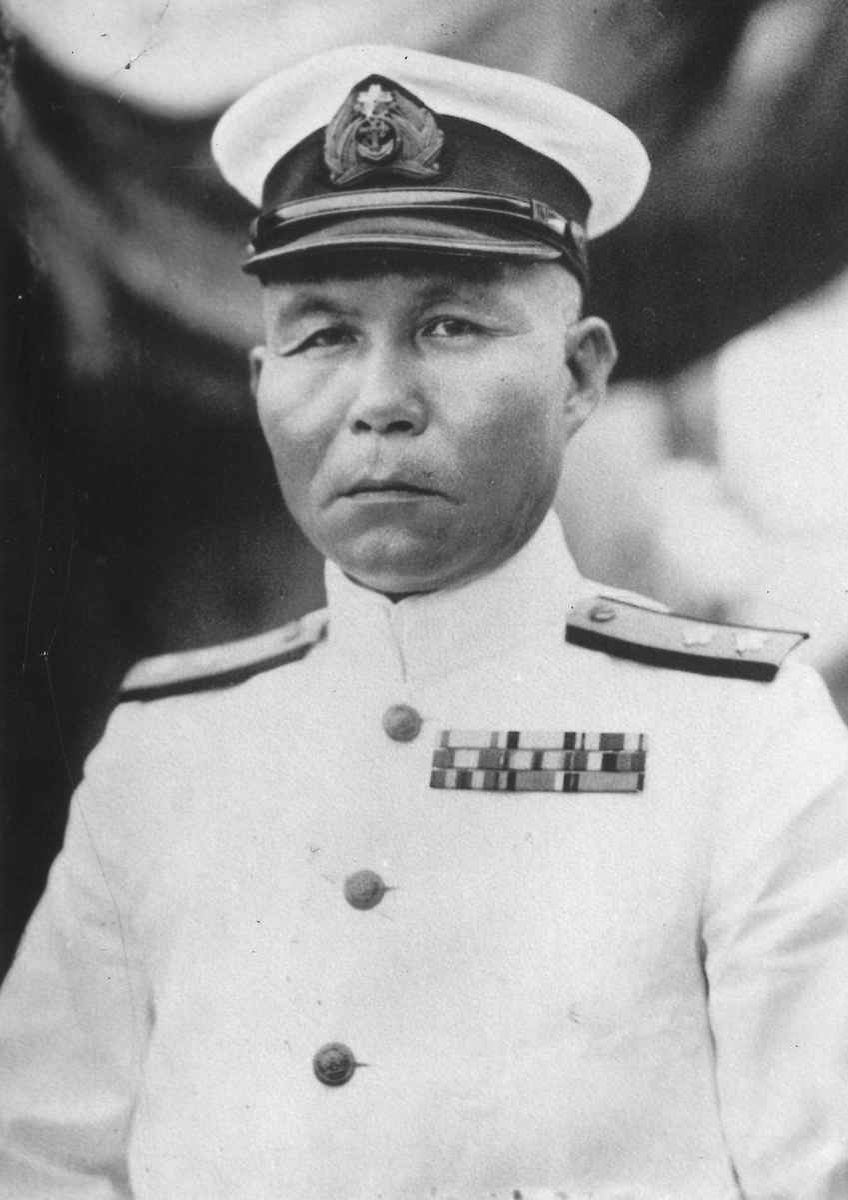
Віцеадмірал Дзісабуро Одзава у 1943 році

11 листопада 1942 року очолив 3-й флот Японії. Він залишався чи не єдиним з'єднанням, яке не встигло зазнати важких втрат. Тому головним завданням Одзави залишалося берегти його боєздатність. Через це 3-й флот не був повністю задіяний у битві за Гуадалканал, хоча Хіей та Кінугаса, які брали там участь, були потоплені американцями. Натомість головні сили Одзави займалися здебільшого прикриттям евакуації японських сухопутних частин із острова. 
З вересня по жовтень 1943 року 3-й флот безуспішно намагався перехопити авіаносні сили американців, які здійснювали масові нальоти на Тараву, Вейк і Маршаллові острови. Проте після масових атак союзників на Рабаул і Чуук Одзава був змушений передислокувати свої кораблі на острови Лінга, що неподалік Сінгапуру. 

### 1-й мобільний флот
На початку 1944 року Об'єднаний флот сформував новий 1-й мобільний флот. 1 березня його очолив віцеадмірал Одзава. До складу нової бойової одиниці увійшло дев'ять авіаносців, що було навіть більше, ніж під час нападу на Перл-Гарбор і битви за Мідвей. Проте ця перевага фактично зводилася нанівець тим, що американський флот мав кращих та більш досвідчених пілотів. 

#### Битва у Філіппінському морі
У червні 1944 року 1-й мобільний флот брав участь у битві за Філіппінське море. Ідея полягала в тому, щоб розбити американський флот, який забезпечував прикриття сухопутним військам, що наступали на Маріанських островах. Проте все трапилося навпаки — союзники завдали удару першими. 11 червня внаслідок нальоту на японські аеродроми на Сайпані, Рові, Тініані та Гуамі більшість літаків, що там розташовувалися, були знищені. 14 червня були атаковані аеродроми на Іодзімі. 18 червня Одзава наказав третині своїх сил почати рух до Філіппін. Вранці 19 червня розпочалася атака японців, що відбувалася шляхом організації двох масових авіанальотів, проте бажаного результату досягнути не вдалося навіть після прибуття основних сил.

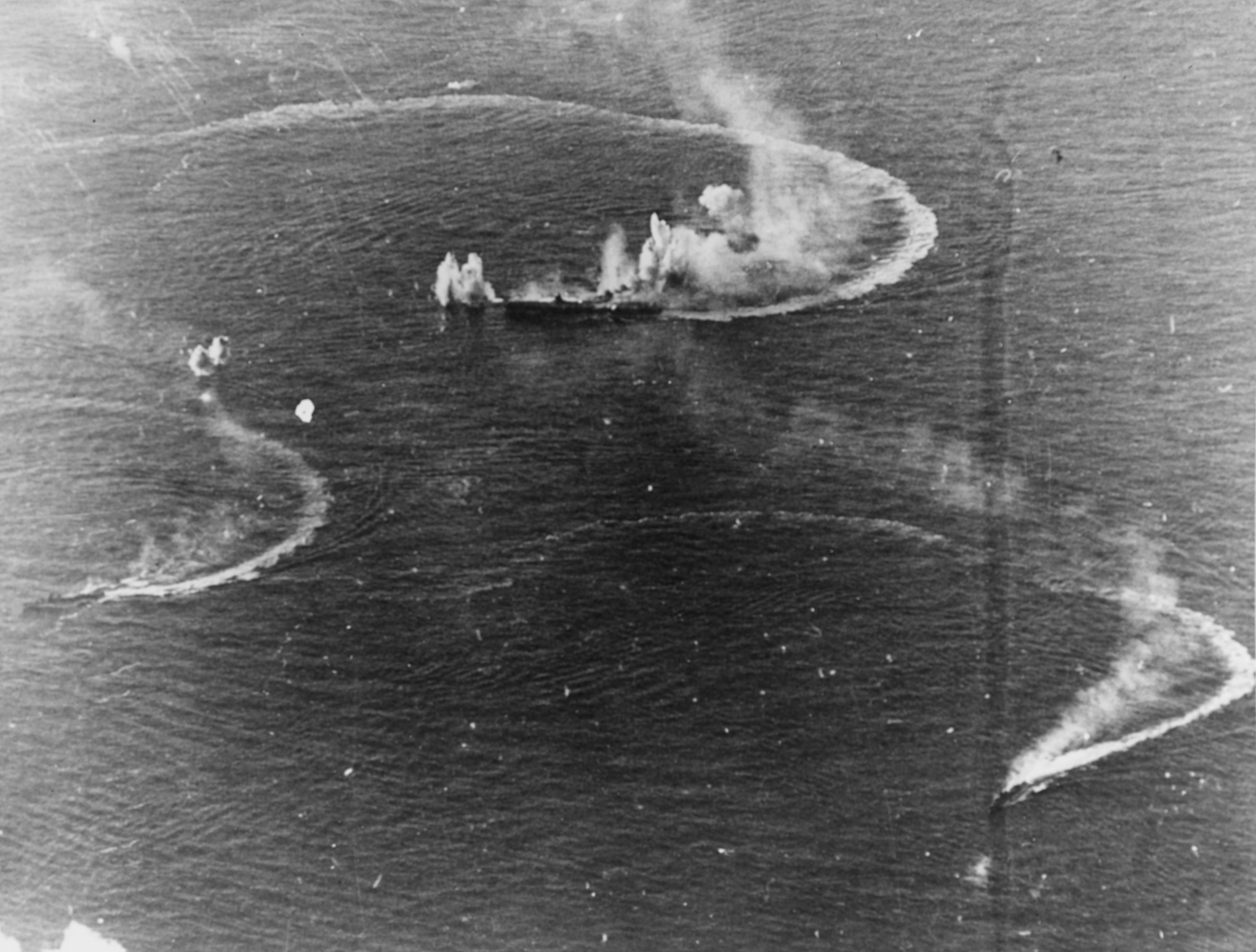
Дзуйкаку та два есмінці під ударами американської авіації, 20 червня 1944 року

Проте далі відбулася атака американських сил. Дві субмарини ударили по авіаносцях 1-о мобільного флоту, внаслідок чого два флагманські кораблі затонули. Крім того, було збито 90% усіх японських літаків. Не вистачало пального. Через це Одзава наказав своїм силам відходити на північний захід, щоб зустрітися зі своїми ж танкерами. 
20 червня Одзава, повіривши доповідям вцілілих пілотів про важкі пошкодження американців, почав планувати нову атаку, проте його флот був виявлений авіацією союзників і атакований. Потонув ще один авіаносець, а два були дуже пошкоджені і потребували негайного ремонту. Крім того, було знищено ще 40 японських літаків. Унаслідок цього подальше ведення бойових дій стало неможливим. Одзава відступив на Окінаву, звідки направився до Японських островів. Він негайно подав у відставку, беручи всю провину за страшну поразку на себе. Проте його залишили на посаді.

#### Битва у затоці Лейте
20 жовтня 1944 року сили Одзави, які складалися з його флагманського авіаносця Дзуйкаку, трьох легких авіаносців, двох лінкорів, трьох легких крейсерів і десяти есмінців, покинули Японське море. Ще одне з'єднання під командуванням віцеадмірала Куріти також невдовзі покинуло стоянку на островах Лінга. Вони вирушили до острова Лейте, де союзники якраз проводили висадку. Сам Одзава розумів, що не зможе розбити американців ні за яких умов. Проте він вирішив максимально послабити центральний сектор ворожого флоту, куди надалі мав завдати удару Куріта, та прорватися до Філіппінського моря, навіть якщо доведеться пожертвувати всіма кораблями. Відтак головною місією самого Дзісабуро було відволікти увагу з'єднання адмірала Голсі, щоб Куріта не зустрів спротиву на своєму шляху. 
Спершу 1-й мобільний флот рухався до Енгано та не був помічений ворогом, хоча 23 жовтня японці й порушили радіомовчання. Зранку наступного дня Одзава розташувався приблизно за сто миль від сил контрадмірала Шермана і вирішив атакувати їх, пославши в бій 76 літаків. Пілотам було наказано своєю фінальною точкою і, відповідно, місцем приземлення обирати аеродром Лусона, адже була впевненість, що до завершення нальоту всі кораблі Одзави будуть потоплені. 

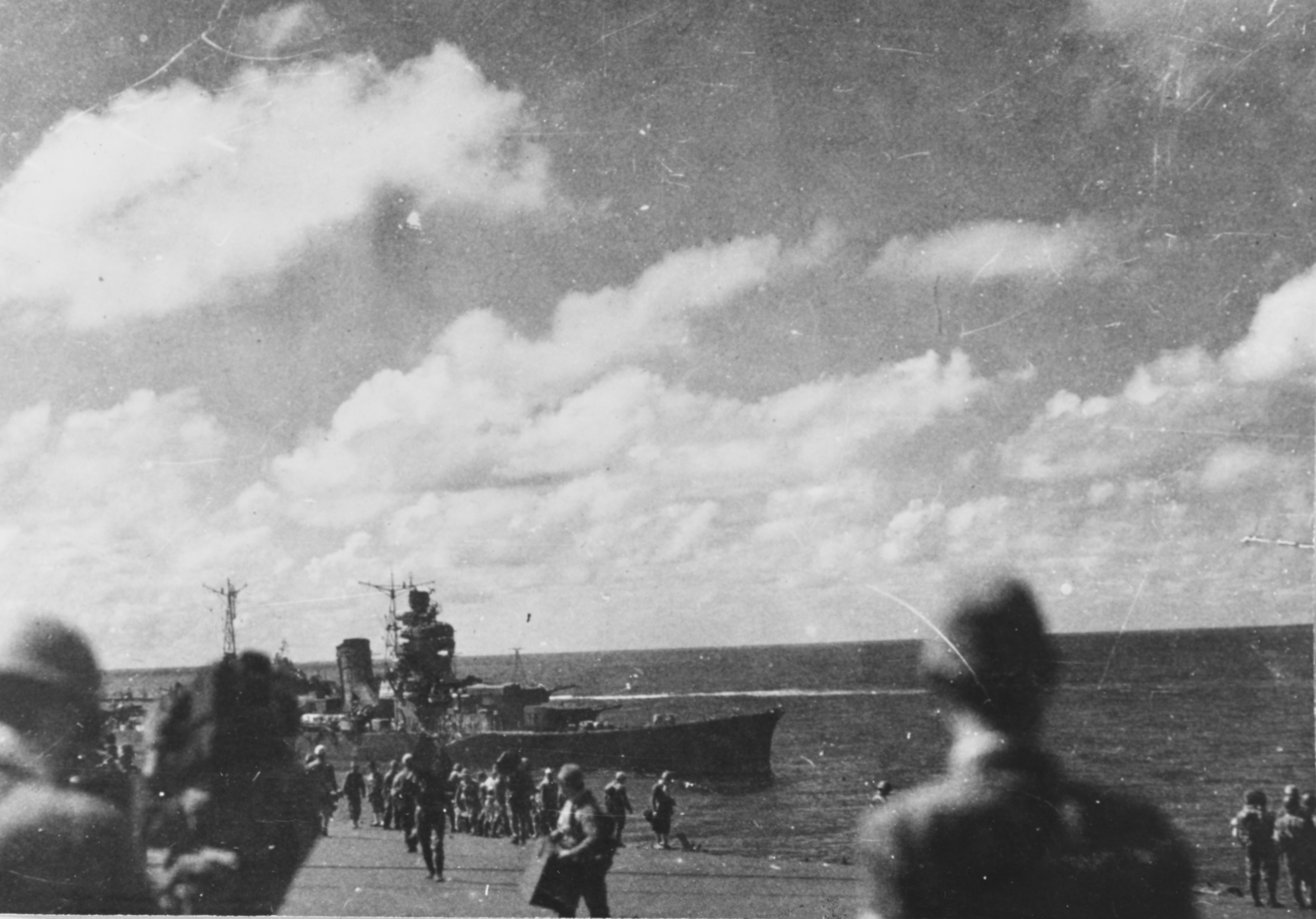
Одзава пересідає із Дзуйкаку на крейсер Ойодо під час битви

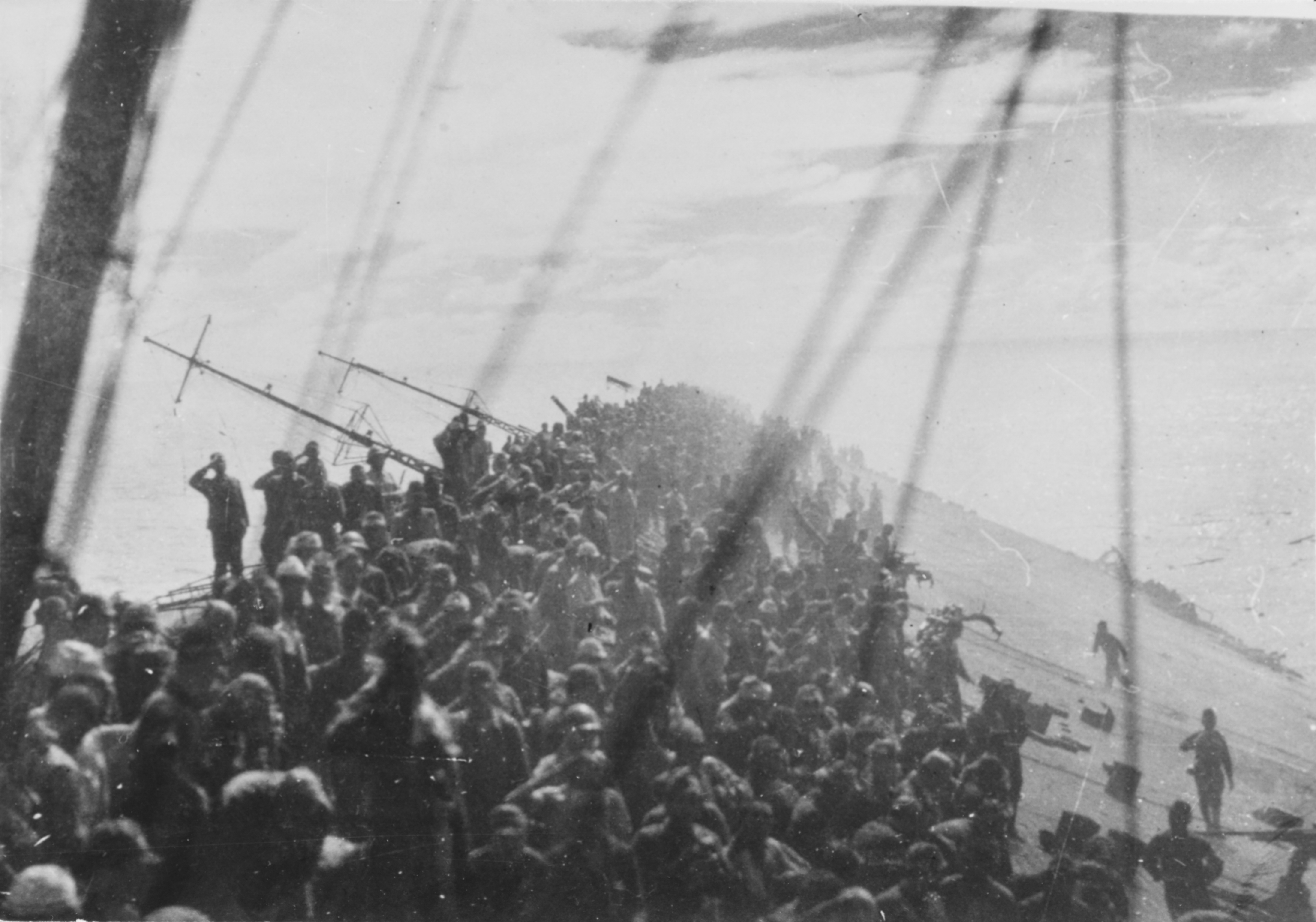
Екіпаж Дзуйкаку салютує перед тим як покинути тонучий корабель

Надалі віцеадмірал вирушив на південь у пошуках інших американських кораблів, навіть не дочекавшись закінчення нальоту. Невдовзі його флот був помічений. За наказом Марка Мітшера 180 літаків атакували судна Одзави. Два легкі авіаносці зазнали критичних пошкоджень, а на Дзуйкаку зник радіозв'язок, через що Дзісабуро пересів на крейсер Ойодо, щоб мати змогу надалі контактувати з Курітою. Невдовзі Голсі послав свої лінкори та есмінці потопити підбиті кораблі японців. Через це Одзава почав відступати на північ, змушуючи американський флот слідувати за ним. Маневр вдався. Сили Куріти, не зустрівши опору з боку потужним з'єднань Голсі, змогли увійти до моря Сібуян та вступили в бій із набагато менш чисельним з'єднанням союзників. Лише за декілька годин після цього адмірал Голсі, який був втягнутий у бій із Одзавою, повернув свій флот на південь, щоб перехопити Куріту та доручив віцеадміралу Мітшеру розібратися з рештками японських кораблів. Спершу були потоплені решта авіаносців японців, потім менші сили. Залишилися лише декілька транспортів. В один момент Одзава повернув їх проти ворога, бажаючи провести свою останню атаку, проте, не зустрівши нікого, адже американські кораблі через недостачу пального вирушили на базу, повернувся до Японії. Лише по дорозі додому Дзісабуро дізнався про те, що Куріта ледве врятувався, відірвавшись від ворога в морі Самар. Тоді ж він почав думати про самогубство, але його відвадив товариш, який сказав, що Одзава став єдиним адміралом, який зміг виконати поставлену місію, адже все ж таки він відволік на себе увагу Голсі, тобто, виконав своє пряме завдання.  

### Подальші події
15 листопада 1944 року 3-й і 1-й мобільний флоти були розформовані, а Одзава став заступником начальника Генерального штабу флоту. На цій посаді він займався плануванням операції щодо застосування біологічної зброї проти цивільних громадян США. Її проведення було назначене на грудень 1944 року. Крім того, у розробці плану особисто брав участь генерал-лейтенант Сіро Ісії, очільник Загону 731, який мав великий досвід у розробці хімічної і біологічної зброї. Планувалося задіяти японську авіація та скинути на Лос-Анджелес, Сан-Франциско та інші великі міста США бомби з бактеріями бубонної чуми, тифу тощо. Через сукупність факторів планування трохи затягнулося і повністю завершилося лише 26 березня 1945 року, проте Йосідзіро Умедзу не дозволив втілити цю ідею в життя. 
29 травня 1945 року Одзава прийняв командування Об'єднаним флотом. Він одразу відмовився від підвищення до адмірала, так і залишившись у своєму званні до самого завершення війни. Фактично він уже не здійснював планування великих операцій із метою знищити ворога, а здебільшого організовував атаки кораблів-камікадзе на судна союзників. Тоді ж вступив у дискусію з віцеадміралом Онісі, який вважав, що війну варто продовжувати до переможного кінця. Онісі говорив, що, якщо пожертвувати життям ще 20 мільйонів японців, то точно вдасться перемогти. Одзава ж сказав, що не буде кому відбудовувати країну, якщо вбити таку кількість населення.  
Після капітуляції Японії Одзава до відповідальності не притягався. Надалі жив у Токіо та працював радником при Міністерстві оборони. Помер 9 листопада 1966 року у віці 80 років. 